# Protea coronata
Protea coronata es una especie de arbusto perteneciente a la familia Proteaceae.  Es originaria de Sudáfrica.

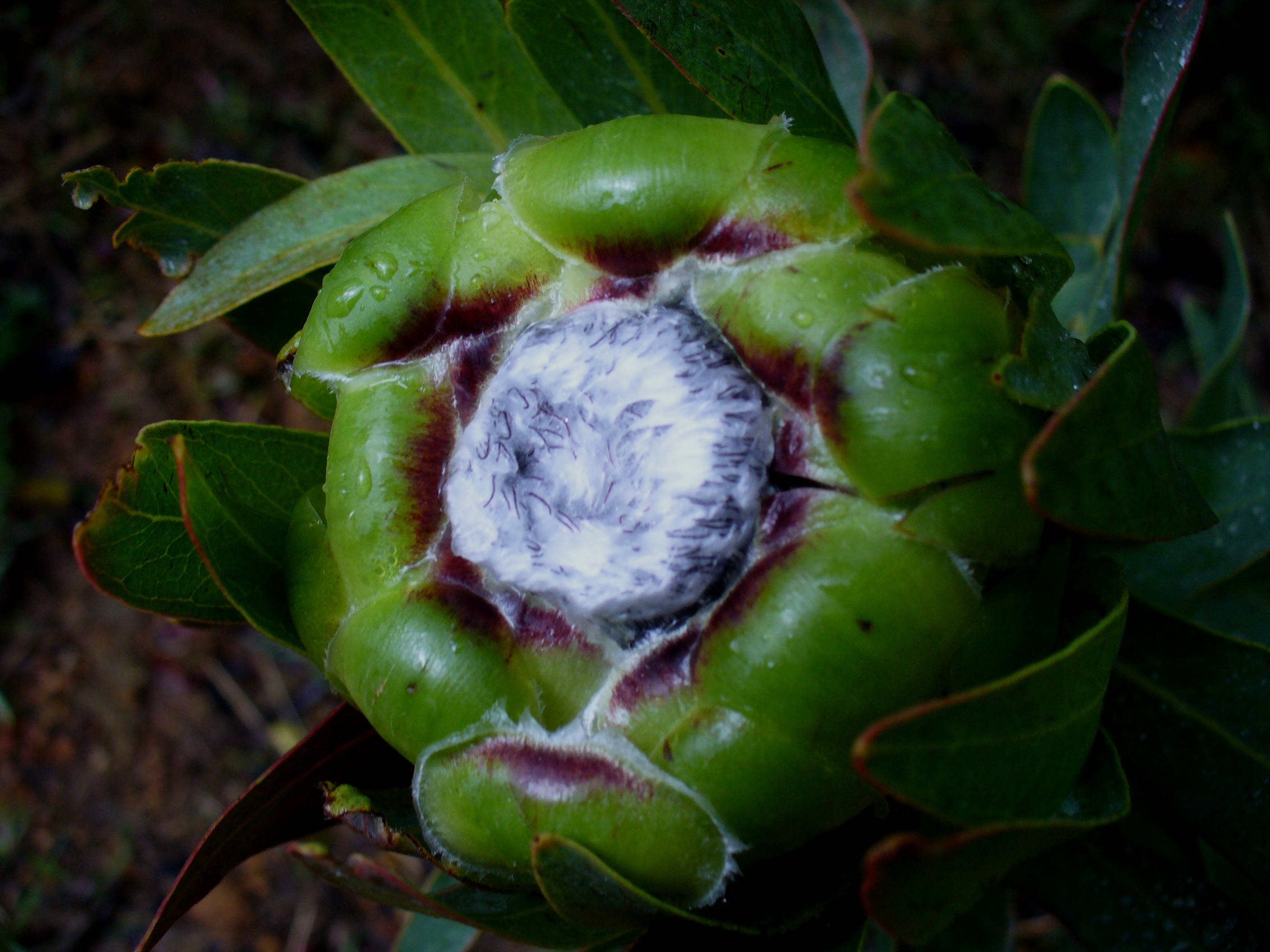
Flor

## Descripción
Es un arbusto erecto que por lo general alcanza un tamaño de 2 a 3 metros de altura, pero se sabe que puede alcanzar los 5 metros. Produce una inflorescencia color verde manzana y hojas lanceoladas, volviéndose púrpura verde alrededor de la inflorescencia. Sus tallos son pubescentes. Florece entre abril y septiembre. La planta crece en bosques densos en los suelos arcillosos pesados en la Provincia del Cabo Occidental, Sudáfrica.

## Taxonomía
Protea coronata fue descrito por Jean-Baptiste Lamarck y publicado en Tabl. Encycl. i. 236.
Etimología
Protea: nombre genérico que fue creado en 1735 por Carlos Linneo en honor al dios de la mitología griega Proteo que podía cambiar de forma a voluntad, dado que las proteas tienen muchas formas diferentes. 
coronata: epíteto latíno que significa "coronada".
Sinonimia
- Protea incompta R. Br.
- Protea incompta var. susannae PHILLIPS
- Protea macrocephala Thunb.[4]